# 耶和华见证人和会众纪律
耶和华见证人和会众纪律是描述耶和华见证人制订的会众内纪律及运作规范，由各地区会众的长老管理运作。
耶和华见证人在全球各地设有分支机构，还在各个国家设有分部办事处。各个地区会众负责管理和组织最基本的事务，诸如属下地区内的传道活动和信徒的宗教生活。耶和华见证人自称为弟兄团体，不管国家、种族、民族和语言的耶和华见证人都是平等的。他们视耶稣基督为领袖，整个组织按《圣经》的原则行事，不主张阶级观念。各个地方会众设立长老，负责维护会众的纯洁，避免信徙受到不良社会风气的影响。若会众中有人违反《圣经》教导的道德标准，长老要提出纠正。若信徒严重违反《圣经》的教导，并不悔改，会众的长老团体还可作出除名的决定，宣布该信徒自此不再是会众的成员。

## 弟兄团体
耶和华见证人自称为弟兄团体，不管国家、种族、民族和语言的耶和华见证人都是平等的。受浸的男性信徒都称为「弟兄」，受浸的女性信徒都是「姊妹」。由于成员都是平等的，成员之间的关系变得十分简单。他们实际行动体现没有国家主义 、民族主义和种族主义的宗教理念。
由于全世界各个国家的经济发展不均衡，所以耶和华见证人的组织通过全球各地会众的捐款为资源，对受灾难影响的信徒提供救助。

## 救灾
若发生自然灾害、社会动乱、战争或难民潮暴发等突发事件，
- 当地会众的长老会负责联系所在地区的信徒，收集信徒与家人的情况；
- 其他地区的其他成员会积极相应，救助处于突发事件地区的信徒。

在自然灾害的地区，会众的成员首先会得到援助。灾害中损失的固定资产如房屋，聚会所以及附属的基础设施，则另安排修整。耶和华见证人的主张信徒互相帮助，志愿参与人数众多的地区的重建和维修速度相对快，而且这些援助没收取任何费用。

## 会众管理
耶和华见证人的会众中没有阶级制度，因应特别事务而设的服务委员会也没有阶级制度。
会众中的事务一般由会众的长老来管理。每群会众一般设有秘书及不同的监督服务冈位，安排传道、聚会、建筑维护和医疗联络等日常工作。被委派的监督负责处理相关的事务，解答会众成员所提出的问题等等。按照耶和华见证人的说法，会众所有工作都是志愿工作者，没有报酬。这些负责人还要担负起表率作用，在会众立下榜样。监督工作包括照顾会众的成员和处理错误，做出警告和开除成员、重新接纳旧成员等决定。除此之外，监督还要探访每个成员，对其进行鼓励。负责照顾小组的监督，还负责联络及支持受灾的成员，保障其安全和得到足够的物资供应。
每个分区设分区监督，也是普通成员之一，但负责照顾较大范围地区内的会众需要及探访相关的地区会众，与其管理地区的的会众长老合力照料信徒。